# Radnice v Blansku
Radnice je dům číslo popisné 32 na náměstí Svobody v Blansku. Budova byla postavena v roce 1885 na místě staré radniční budovy. V roce 1904 byla k budově přistavěna věž s hodinami.

## Popis domu
Jedná se o budovu o třech traktech na půdorysu neúplného písmene U. Hlavní fasáda traktu přiléhajícího k náměstí Svobody má 13 okenních os. Středově umístěný nenápadný rizalit z toho obsahuje pět okenních os, včetně hlavního vstupu, který je situován v ose objektu a je půlkruhově zaklenut. Po obou stranách vchodu jsou umístěny pilatstry ukončené kompozitní hlavicí. Nad vchodem je v šíři tří oken umístěn balkon.

## Historie
Stavba radnice byla dokončena v roce 1885 za starostování Čeňka Matušky nákladem 108.000 K. Její stavbě musela ustoupit původní budova radnice s dřevěnou vížkou z roku 1648. Z důvody výstavby nové radnice byl odkoupen také dům patřící rolníku Ševčíkovi. Po její dostavbě byl v budově umístěn c. k. okresní soud, berní úřad, úřad knihovní, obecní úřad se zasedací síní, městská spořitelna a byt okresního soudce. V roce 1904 byla nová radnice opatřena věží s hodinami.
V roce 1905 byla naproti schodišti umístěna pamětní mramorová deska připomínající povýšní Blanska na město. Na ní je uveden text:
| „ | Nejvyšším rozhodnutím ze dne 15. února 1905 byl městys Blansko povýšen na město když byl starostou Karel Ježek, radními: Zdeněk Klíma, Ant. Sedlák, Ed. Sobotka, Al. Štarha, Dr. Rudolf Žák. a členy obecního výboru Arn. Dvořák, Vlad. Hassoň, Al. Hoffmann, Frant. Charvát, Rich. Ježek, Mart. Kala, Ant. Klíma, Vinc. Kotas, Mich. Kračmar, Jan Marek, Flor. Martinek, Ad. Maška, Dr. Hugo Minařík, Leod. Morávek, Vinc. Nejezchleb, Met. Vladík, Rud. Vodička, Frant. Vykydal. | “ |

## Dům v současnosti
Od 9. prosince 1996 je budova památkově chráněna. V roce 2014 byla opravena uliční fasáda. I v současné době v budově sídlí Městský úřad Blansko, resp. několik jeho odborů, včetně oddělení sekretariát starosty MěÚ Blansko.